# Роян, Фердинанд Готлиб
Фердинанд Готлиб Роян (нем. Ferdinand Gottlieb Rojahn; 26 апреля 1860, Кристиансанн, Норвегия — 1928, Тёнсберг) — норвежский органист и музыкальный критик немецкого происхождения. Сын органиста и дирижёра Фердинанда Августа Рояна.
Ученик своего отца, в 1887—1927 гг. органист в Тёнсберге.
Наиболее известен двумя статьями об Эдварде Григе, опубликованными в 1903 г. по-немецки (журнал Musik- und Theaterwelt, Берлин) и по-норвежски (журнал Nordisk Music-Revue), в которых подчёркивается самоопределение Грига как национального композитора, призванного способствовать формированию национальной идентичности, — постановка вопроса, с которой согласился сам Григ. Напечатал также краткие очерки истории и теории игры на фортепиано и органе, юбилейный сборник к 50-летию Тёнсбергского певческого общества (1896) и др.